# Irving Segal
Irving Ezra Segal (The Bronx, 13 settembre 1918 – Lexington, 24 dicembre 1998) è stato un matematico statunitense.
È divenuto noto per i suoi sviluppi nella teoria del campo quantistico e nell'analisi funzionale ed armonica, in particolare per l'innovazione degli assiomi algebrici noti come C*-algebra.

## Biografia
Nato nel Bronx nel 1918 da genitori ebrei, frequentò la scuola a Trenton. Nel 1934, all'età di soli 16 anni, fu ammesso all'Università di Princeton dove completò gli studi universitari in soli tre anni, laureandosi con il massimo del voti. Fu quindi ammesso a Yale  e dopo tre anni, nel 1940, completò il suo dottorato.
Segal insegnò presso l'Università di Harvard, poi si iscrisse all'Institute for Advanced Study a Princeton dove lavorò dal 1941 al 1943 con Albert Einstein e Von Neumann. Durante la seconda guerra mondiale, servì l'esercito americano.
Lavorò nel dipartimento di matematica dell'Università di Chicago dal 1948 al 1960 per spostarsi poi al dipartimento di matematica presso il Massachusetts Institute of Technology dove rimase come professore fino alla sua morte nel 1998.
Vinse tre Guggenheim Fellowships, nel 1947, nel 1951 e nel 1967, e ricevetto il Premio Humboldt nel 1981. Fu anche un invitato speaker dell'ICM nel 1966 a Mosca e nel 1970 a Nizza. Fu eletto membro dell'Accademia nazionale delle scienze statunitensi nel 1973.